# 步兵的本領
《步兵的本领》（日语：／）是日本国的军歌，发表于1911年（明治44年）。作词是加藤明胜，作曲是永井建子。

## 历史

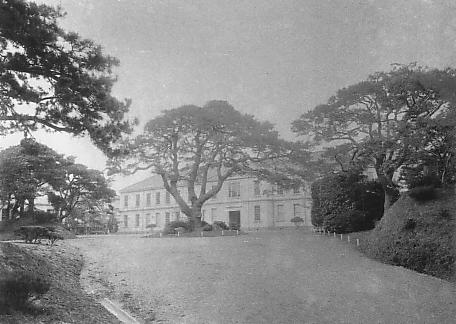
明治時代当時陸軍中央幼年学校校舎

当时日本陆军中央幼年学校（陆军预科士官学校）第十期的学员加藤明胜和永井建子在陆军中央幼年学校的百日祭上发表。
盟军管理下的日本禁止了其相关的播放和发行
另值得一提,本曲的旋律後在緬甸亦成為緬甸軍的軍歌,名為守護等緬甸  (緬甸語: မြန်မာပြည်ကာကွယ်မည်)

## 歌词
歌詞有原版，與昭和七年三月五日修改版。
| 原文日文歌词 | 譯文                                                                                             |
| --- | ------------------------------------------------------------------------------------------------ |
| -{万朶（ばんだ）の桜（さくら）か襟（えり）の色 （いろ） 花（はな）は吉野（よしの）に岚（あらし）吹（ふ）く 大和男子（やまとおのこ）と生まれなば}- 散兵线の花と散れ | 萬朵櫻花作為衣襟的花色 其景如花在吉野山上被風吹散 當花開與日本男兒一同奮起 那就在散兵線同花散去  |
| -{尺余の铳（つつ）は武器ならず 寸余の剣（つるぎ）何かせん 知らずやここに二千年 锻えきたえし大和魂（やまとだま） }-                                                 | 幾尺長的步槍算不上武器 幾吋長的軍刀又能做甚麼? 要知道這裡有整整兩千年 千錘百鍊的大和魂           |
| -{軍旗まもる武士（もののふ）は すべてその数二十万 八十余ヶ所にたむろして 武装は解かじ梦にだも }-                                                                   | 守護軍旗的武士們 常備的總數有二十萬 在日本八十餘處駐軍 梦中也不会解除武装                        |
| -{千里東西波越えて 我に仇なす国あらば 港を出でん输送船 暂（しば）し守れや海の人 }-                                                                                 | 跨越千里東西跨越洋海 如果有仇視我們的國家 就從港口送出運兵船 姑且讓海之人護送我們一次            |
| -{敵地に一歩我踏めば 軍の主兵はここにあり 最后の决は我が任务 骑兵炮兵共同せよ }-                                                                                   | 當踏上敵境之時 軍隊的主力就在這裡這裡 最後的決勝是我們的使命 透過騎兵砲兵協同作戰                |
| -{アルプス山を踏破せし 歴史は古く雪白し 奉天戦の活动は 日本歩兵の粋と知れ }-                                                                                       | 踏過阿爾卑斯的山脈 歷史的古老歷經風霜 在奉天的那場戰役之中 是日本步兵精神的展現                  |
| -{携帯口粮（けいたいこうりょう）あるならば 遠く离れて三日四日 旷野千里にわたるとも 散兵戦に秩序あり }-                                                             | 若有攜帯口糧帶著走 就能在遠方作戰三到四日 就算在曠野千里 仍謹守著戰線的秩序                      |
| -{退（しりぞ）く戦术（ことわ）われ知らず みよや歩兵の操典を 前进前进また前进 肉弾とどく所まで }-                                                                   | 不知何為退卻的戰術 看那神聖的步兵操典 前進前進再前進 直至肉搏的距離                              |
| -{わが一軍の胜败は 突撃（とっかん）最后の数分时 歩兵の威力はここなるぞ 花散れ勇め时は今 }-                                                                         | 我等軍隊的勝敗 取決突擊前的數分鐘時 此時即是步兵威力展現 也是我等如櫻花般落下之時                |
| -{ああ勇ましの我が兵科 会心（えしん）の友よ来たれいざ ともに语らん百日祭 酒杯に襟の色うつし }-                                                                     | 啊~我們兵科就是勇猛於此 同心合意的朋友們一起來吧 來聊聊百日祭 和在酒杯中倒映著褪色的兵階         |
| -{歩兵の本领ここにあり ああ勇ましの我が兵科 会心（えしん）の友よ来たれいざ ともに励まんわが任务 }-                                                                 | 步兵的本領就在這裡 啊~我們兵科就是勇猛於此 同心合意的朋友們一起來吧 一齊來祈求這次的任務武運昌隆 |

| 昭和七年三月五日发行之修訂歌詞                                                                  | 譯文                                                                                             |
| ----------------------------------------------------------------------------------------------- | ------------------------------------------------------------------------------------------------ |
| -{萬朶の櫻か襟の色 花は吉野に嵐吹 大和男子と生まれなば 散兵線の花と散れ}-                       | 萬朵櫻花作為衣襟的花色 其景如花在吉野山上被風吹散 當花開與日本男兒一同奮起 那就在散兵線同花散去  |
| -{尺餘の銃は武器ならず 寸餘の剣何かせん 知らずやここに二千年 鍛へ鍛へし大和魂}-                 | 幾尺長的步槍算不上武器 幾吋長的軍刀又能做甚麼? 要知道這裡有整整兩千年 千錘百鍊的大和魂           |
| -{軍旗守る武士は 總てその数（すう）二十万 八十餘ヶ所に屯（たむろ）して 武装は解かじ夢にだも}-   | 守護軍旗的武士們 常備的總數有二十萬 在日本八十餘處駐軍 梦中也不会解除武装                        |
| -{千里東西波越へて 我に仇なす國あらば 港を出てん輸送船 暫し守れや海の人}-                       | 跨越千里東西跨越洋海 如果有仇視我們的國家 就從港口送出運兵船 姑且讓海之人護送我們一次            |
| -{敵地に一歩我れ踏めば 軍いくさの主兵は此処に在り 最後の決は我が任務 騎兵砲兵協同けふどうせよ}- | 當踏上敵境之時 軍隊的主力就在這裡這裡 最後的決勝是我們的使命 透過騎兵砲兵協同作戰                |
| -{亜耳伯士山を踏破せし 歴史は古く雪白し 奉天戦の活動は 日本歩兵の華と知れ}-                     | 踏過阿爾卑斯的山脈 歷史的古老歷經風霜 在奉天的那場戰役之中 是日本步兵精神的展現                  |
| -{携帯口糧あるならば 遠く離れて三日四日 曠野千里に亙るとも 散兵線に秩序あり}-                   | 若有攜帯口糧帶著走 就能在遠方作戰三到四日 就算在曠野千里 仍謹守著戰線的秩序                      |
| -{退くことは我知らず 見よや歩兵の操典を 歩兵の戦は射撃にて 敵をひるませ其隙に}-                 | 不知何為退卻的戰術 看那神聖的步兵操典 歩兵之戰術就是利用射擊 讓敵人出現膽寒的空隙                |
| -{前進前進叉前進 肉弾とどく處まで 我が一軍の勝敗は 突撃最後の数分時}-                           | 前進前進再前進 渾身解術推進到所能及之地 步兵的威力就在這裡 鼓起勇氣鞠躬盡瘁的時機                |
| -{歩兵の本領茲にあり あな勇ましの我兵科 會心の友よさらばいざ 共に励まん我任務}-                 | 步兵的本領就在這裡 啊~我們兵科就是勇猛於此 同心合意的朋友們一起來吧 一齊來祈求這次的任務武運昌隆 |

## 历史相关
1945年12月1日，塞班岛，大场荣上尉带领46名部下全员唱本曲向美军投降。

## 影视作品
- 日本电影《太平洋的奇迹》中，大场荣上尉带领46名部下全员唱本曲向美军投降。
- 臺灣電影《稻草人》中，逃兵的台籍日本兵曾唱過本曲。